# سيكو سنجاري
سيكو سنجاري هو لاعب كرة قدم مالي في مركز الوسط، ولد في 14 سبتمبر 1974. لعب مع FCM Aubervilliers ‏.